# علاء الدين يوسف
علاء الدين يوسف (من مواليد 3 يناير 1982) لاعب كرة قدم سوداني يلعب حاليا لنادي المريخ السوداني في الدوري السوداني الممتاز.
وهو عضو في المنتخب السوداني لكرة القدم. قاد المنتخب في التصفيات النهائية الأربعة الأخيرة لتصفيات المنطقة الأفريقية. وانتقل من نادي المريخ في ديسمبر 2004 إلى نادي الهلال. ثم عاد إلى نادي المريخ في يوليو 2012، بعد أن لعب لمدة 7 سنوات مع الهلال.

## الأهداف الدولية
قائمة الأهداف التي سجلها والنتائج.
| رقم | تاريخ         | مكان                                    | الخصم    | أحرز هدفا | نتيجة        | منافسة                      |
| --- | ------------- | --------------------------------------- | -------- | --------- | ------------ | --------------------------- |
| 1.  | 5 ديسمبر 2005 | استاد أماهورو، كيغالي، رواندا           | جيبوتي   | ؟؟؟ –0    | 4-0          | كأس سيكافا 2005             |
| 2.  | 8 ديسمبر 2006 | ملعب أديس أبابا، أديس أبابا، إثيوبيا    | أوغندا   | 2–1       | 2-1 (6–5 ج.) | كأس سيكافا 2006             |
| 3.  | 14 يونيو 2008 | استاد الخرطوم، الخرطوم، السودان         | مالي     | 1 -0      | 3-2          | تصفيات كأس العالم 2010 FIFA |
| 4.  | 16 يناير 2011 | ستاد الشرطة، القاهرة، مصر               | تنزانيا  | 2 –0      | 2-0          | بطولة حوض النيل 2011        |
| 5.  | 5 يونيو 2011  | ملعب سومهلولو الوطني، لوبامبا، إسواتيني | إسواتيني | 2–1       | 2-1          | تصفيات كأس أمم إفريقيا 2012 |

## روابط خارجية
- علاء الدين يوسف على موقع قاعدة بيانات كرة القدم.إي يو (الإنجليزية)
- علاء الدين يوسف على موقع ناشيونال فوتبول تيمز (الإنجليزية)